# Basis wien
basis wien ist ein österreichisches Forschungs- und Dokumentationszentrum für moderne und zeitgenössische Kunst mit Sitz in Wien.

## Archiv und Bibliothek
Sammlungsgegenstand des Archivs und der Bibliothek sind Veröffentlichungen zur zeitgenössischen bildenden Kunst in Buchform und Periodika sowie graue Literatur und Ephemera unterschiedlichster Herkunft – also Sekundärmaterialien, die im Zuge kultureller Aktivitäten erzeugt werden und vielfältige Hintergrundinformationen bereitstellen. Diese physischen Objekte dienen als Quellenmaterial für die meisten Inhalte der Kunst- und Forschungsdatenbank basis wien. Daraus generieren sich die laufend aktualisierten Informationen zu Personen, Ausstellungen und Institutionen.

## Datenbank
Die frei zugängliche Online-Datenbank erlaubt Zugriff auf 100.244 erschlossene Objekte (Einladungskarten, Ausstellungsinformationen, Plakate, Texte, Presseartikel, Publikationen etc.) von denen ausgehend Daten zu mehr als 95.345 Personen, 17.088 Institutionen und 69.717 Ereignissen (Projekte, Ausstellungen und andere Veranstaltungen) gespeichert sind (Stand 18. Februar 2021).
In Kooperation mit dem Land Niederösterreich wurde seit 2013 das Archiv des Sammlungszentrums Kunst St. Pölten, insgesamt über 3.000 Künstlermappen, über die Datenbank der basis wien digital erschlossen. Der dezentrale Standort der Archivalien, die sich physisch weiterhin in St. Pölten befinden, ist durch eine eigene Signatur klar gekennzeichnet. Digital sind die Daten in den Kontext der Kunst- und Forschungsdatenbank eingebettet, können jedoch auch gezielt ausgewählt und durchsucht werden.
Durch die vielfältige Verknüpfung aller Daten untereinander entsteht ein sich stetig erweiterndes Online-Kompendium der österreichischen Kunst seit 1945.

## Geschichte
Die Grundlage für das Dokumentationszentrum der basis wien ist das Archiv, das von Lioba Reddeker 1997 während ihrer Funktion als Bundeskuratorin angelegt wurde. Künstler, Kuratoren und Kritiker wurden eingeladen, Dokumentationen ihrer Arbeiten im Archiv der basis wien zu deponieren. Zudem wurde eine kontinuierliche Medienbeobachtung zur aktuellen Kunst in und aus Österreich gestartet und die Bedeutung des Internets für das Archiv erkannt: Die erste Version der basis wien Datenbank ging 1999 online.
1999 initiierte basis wien das-Forschungsprojekt vektor – European Art Archives das im Rahmen des Programms Culture 2000 der Europäischen Kommission gefördert wurde. In Kooperation mit verschiedenen Archiven und Ausstellungshäusern widmete sich das Projekt unter der Leitung der basis wien von 2000 bis 2003 wissenschaftlichen Methoden der Erfassung und Erschließung von Materialien zur zeitgenössischen Kunst.
Die Ergebnisse wurden 2006 in der Publikation „Gegenwart dokumentieren“ veröffentlicht.
Auch das Netzwerk zeitgenössischer Archive European-art.net, das seit 2002 eine Meta-Suche über mehrere, verteilte Datenbanken anbietet, ist aus dem vektor Projekt hat seinen Ursprung im vektor Projekt. 2017 übernahm basis wien den Vorsitz des stetig wachsenden Netzwerks.
Nachdem die öffentlichen Finanzierungen weitgehend beendet wurden, gewann Reddeker im Jahr 2005 Red Bull als Kooperationspartner und kuratierte mit basis wien bis 2011 Ausstellungen mit jungen Künstlern, jeweils mit Fokus auf ein unterschiedliches Land, im Hangar-7 in Salzburg und sicherte damit das Überleben des Archivs. Nach Lioba Reddekers Tod im Jahr 2011 war der Fortbestand der basis wien gefährdet. Mit einer Online-Petition an die damalige Ministerin für Unterricht, Kunst und Kultur Claudia Schmied machte die basis wien 2013 auf die Notlage aufgrund nicht ausreichender Grundfinanzierung aufmerksam.
Durch Konzentration auf die Archiv- und Dokumentationstätigkeit und den Aufbau neuer Förderstrukturen – so konnte die Unterstützung mehrerer Bundesländer gewonnen werden – und eine von 2014 bis 2017 andauernde Kooperation mit der Universität für Angewandte Kunst Wien konnte die Weiterführung des Archivs gewährleistet werden. Die Zusammenarbeit mit der Universität für Angewandte Kunst wurde in dem HRSM-Projekt Portfolio/Showroom – Making Art Research Accessible (2017–2021) fortgesetzt. Seit September ist die basis wien zudem an dem Forschungsprojekt IMAGE+ Platform for Open Art Education beteiligt (Projektlaufzeit 2020–2023).
Anlässlich ihres 20-jährigen Bestehens agierte basis wien 2017 als Ko-Organisatorin der internationalen, von der Kulturstiftung des Bundes geförderten Konferenz State of the Art Archives und Mit-Herausgeberin der gleichnamigen Publikation.
Seit 2018 koordiniert basis wien das Erasmus+ Projekt Art Archives Exchange.
basis wien ist Mitglied im Verband Österreichischer Archivarinnen und Archivare (seit 2018 Veranstaltungen zum internationalen Tag der Archive), in der Arbeitsgemeinschaft der Kunst- und Museumsbibliotheken AKMB (2015–2019 im Vorstand vertreten) und im Arbeitskreis Kunstarchive.